# Camera dei rappresentanti della Carolina del Sud
La Camera dei rappresentanti della Carolina del Sud è, insieme al Senato, una delle due camere dell’Assemblea generale della Carolina del Sud, organo legislativo dello stato. Composta da 124 membri, la Camera viene eletta ogni due anni.
A differenza di molte altre legislature, i posti a sedere di ogni membro non sono divisi a seconda del partito, ma vengono organizzati in base alle delegazioni delle contee; si tratta di un'eredità della ripartizione originaria della Camera.
Fino al 1964, ogni contea della Carolina del Sud corrispondeva ad un distretto legislativo, con il numero di rappresentanti determinato in base alla popolazione di ciascuna contea.